# Les Verts
Les Verts (LV; česky Zelení), celým názvem Les Verts - Confédération écologiste, Parti écologiste (Zelení - Ekologická konfederace, Ekologická strana), byla francouzská strana environmentalistické orientace vzniklá roku 1984, člen Evropské strany zelených. Na francouzské politické scéně byla součástí levicového bloku okolo Socialistické strany. Na kongresu v Lyonu v listopadu 2010 rozhodla o fúzi s koalicí Evropa Ekologie, čímž samostatná strana LV zanikla. Nový subjekt nese název Evropa Ekologie – Zelení.

## Historie

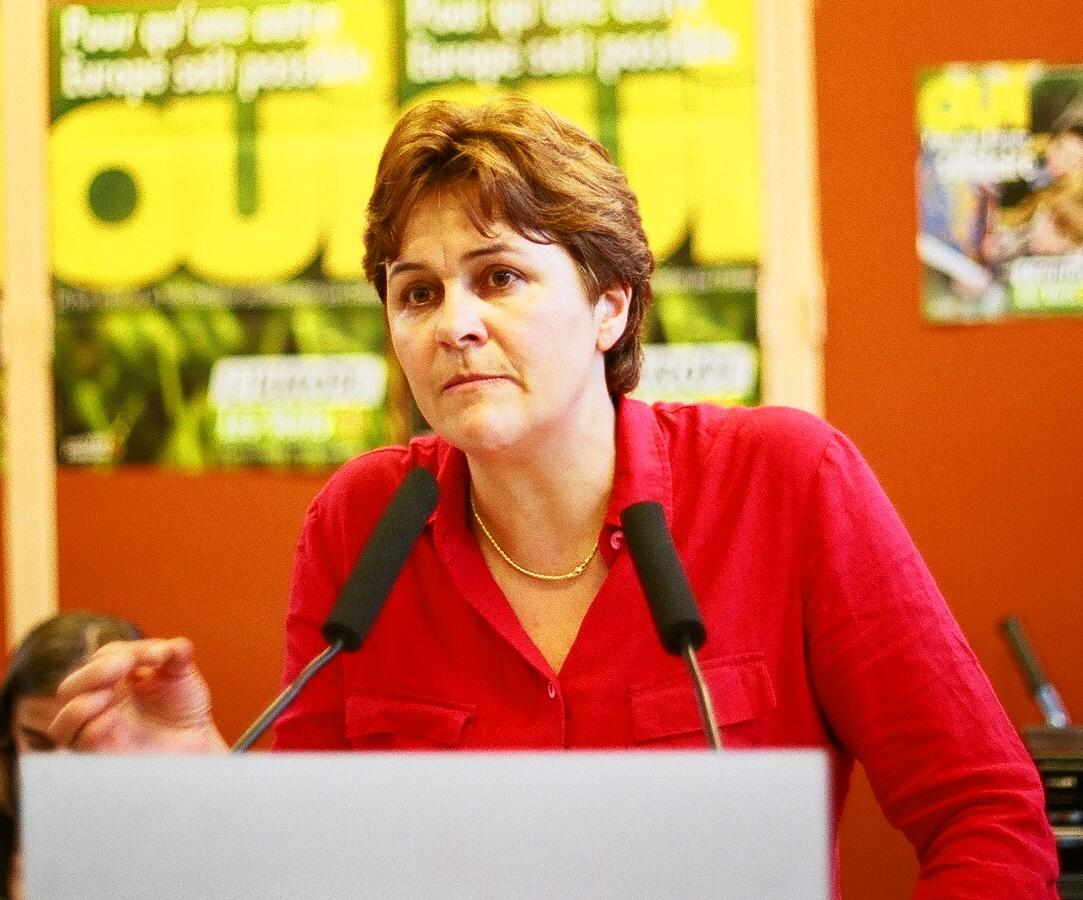
Dominique Voynetová, v pozadí plakáty agitující pro euroústavu (2005)

Začátky zelených ve Francii provázeli regionální odlišnosti a roztříštěnost, později soupeření jednotlivých skupin a stran. První kandidatura "zelených" v legislativních volbách proběhla v roce 1973: místní alsaská kandidátka nazvaná Ekologie a přežití obdržela 3,7% hlasů v obvodu. O rok později obdržel environmentalistický prezidentský kandidát René Dumont přes 300 tisíc hlasů (1,32 %). Pro posílení vlivu se roku 1977 některé ekologické skupiny spojily. Kandidát Brice Lalonde, vystupující jako kandidát Ekologie dnes, získal v prezidentských volbách v roce 1981 přes 1,1 milionu voličských hlasů (3,85 %), ve druhém kole podpořil socialistu Mitterranda. V následujících parlamentních volbách nebyl žádný kandidát zelených zvolen (1,07% hlasů v prvním kole).

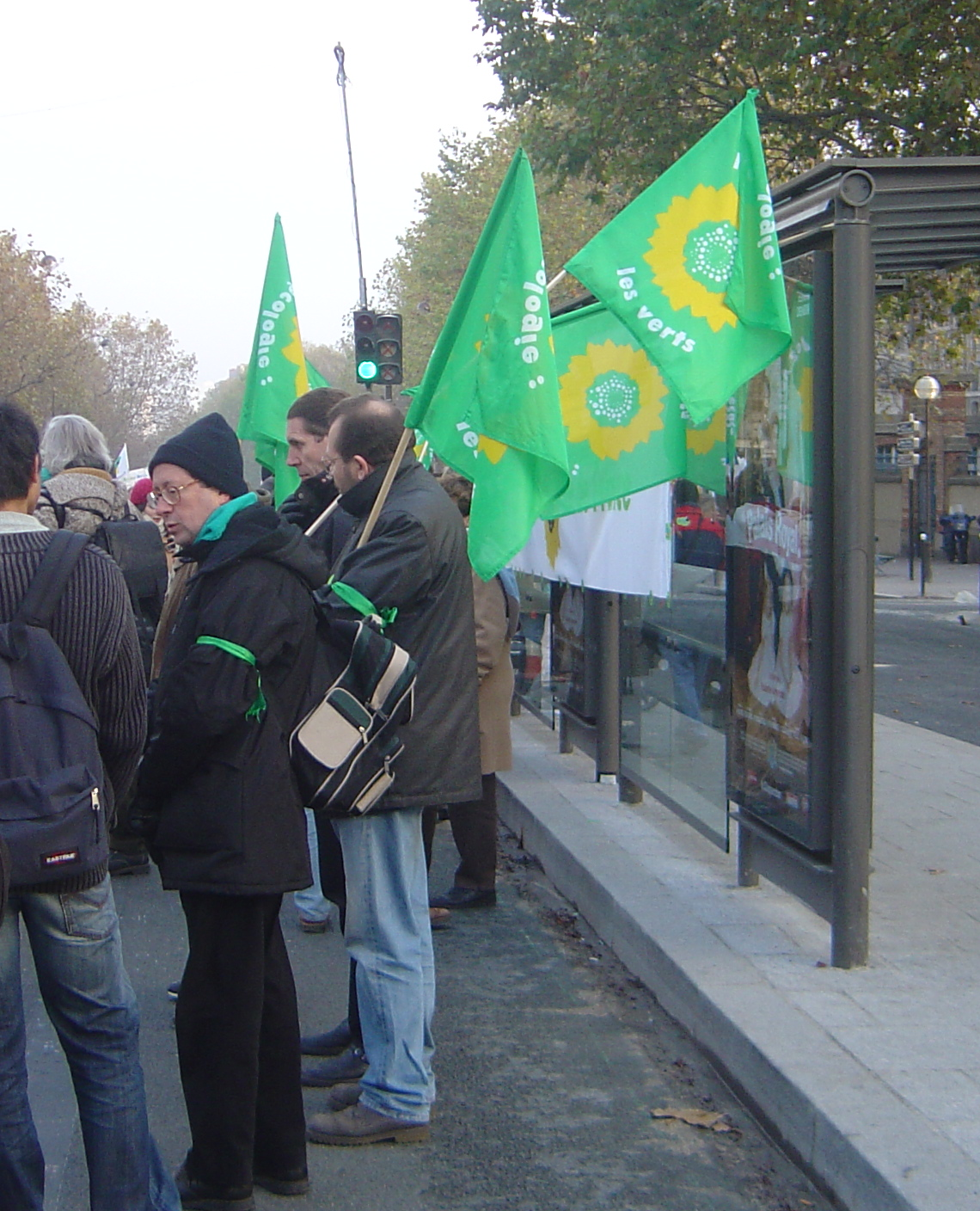
Demonstrace Zelených proti privatizacím (2005)

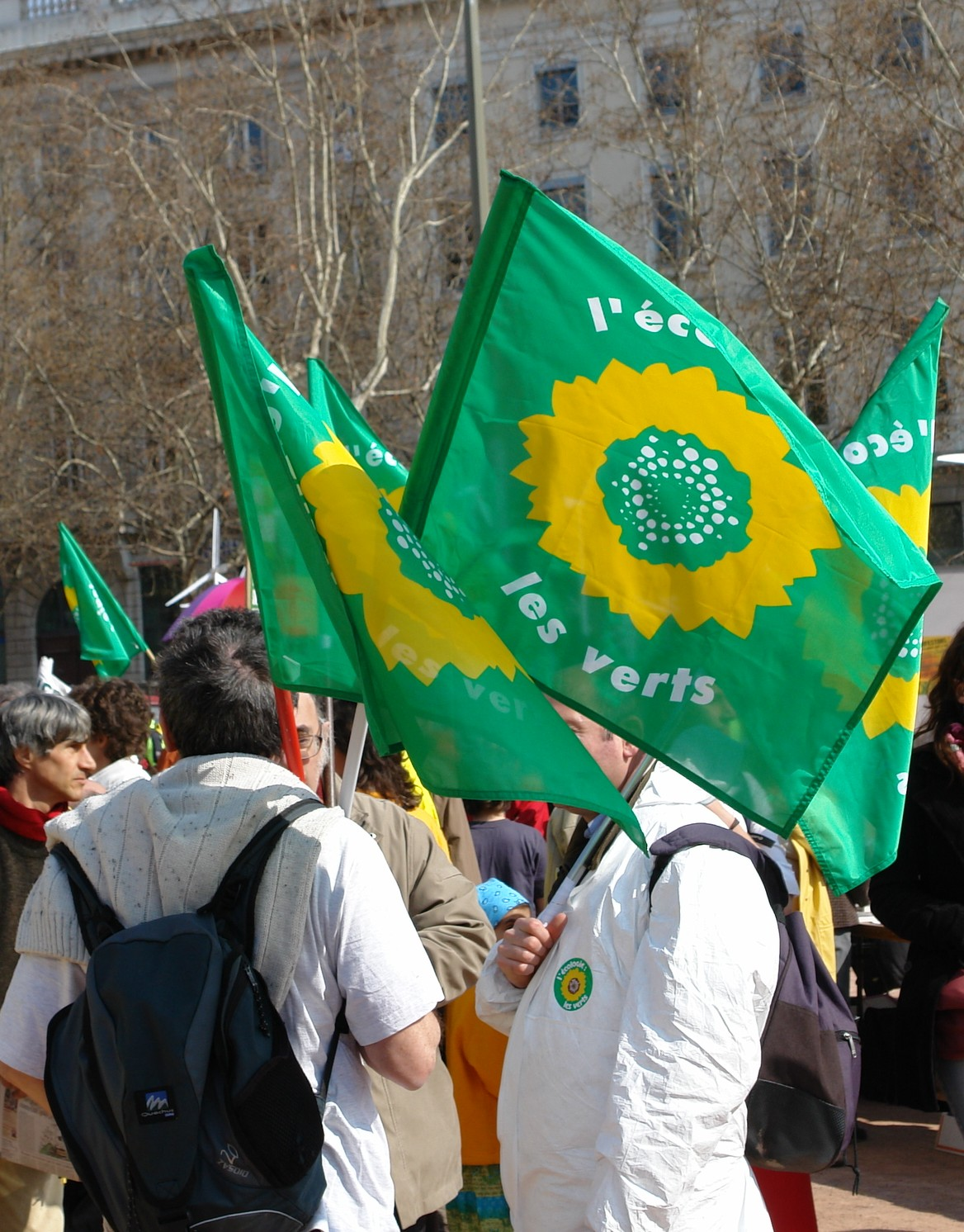
Manifestace Zelených (2007)

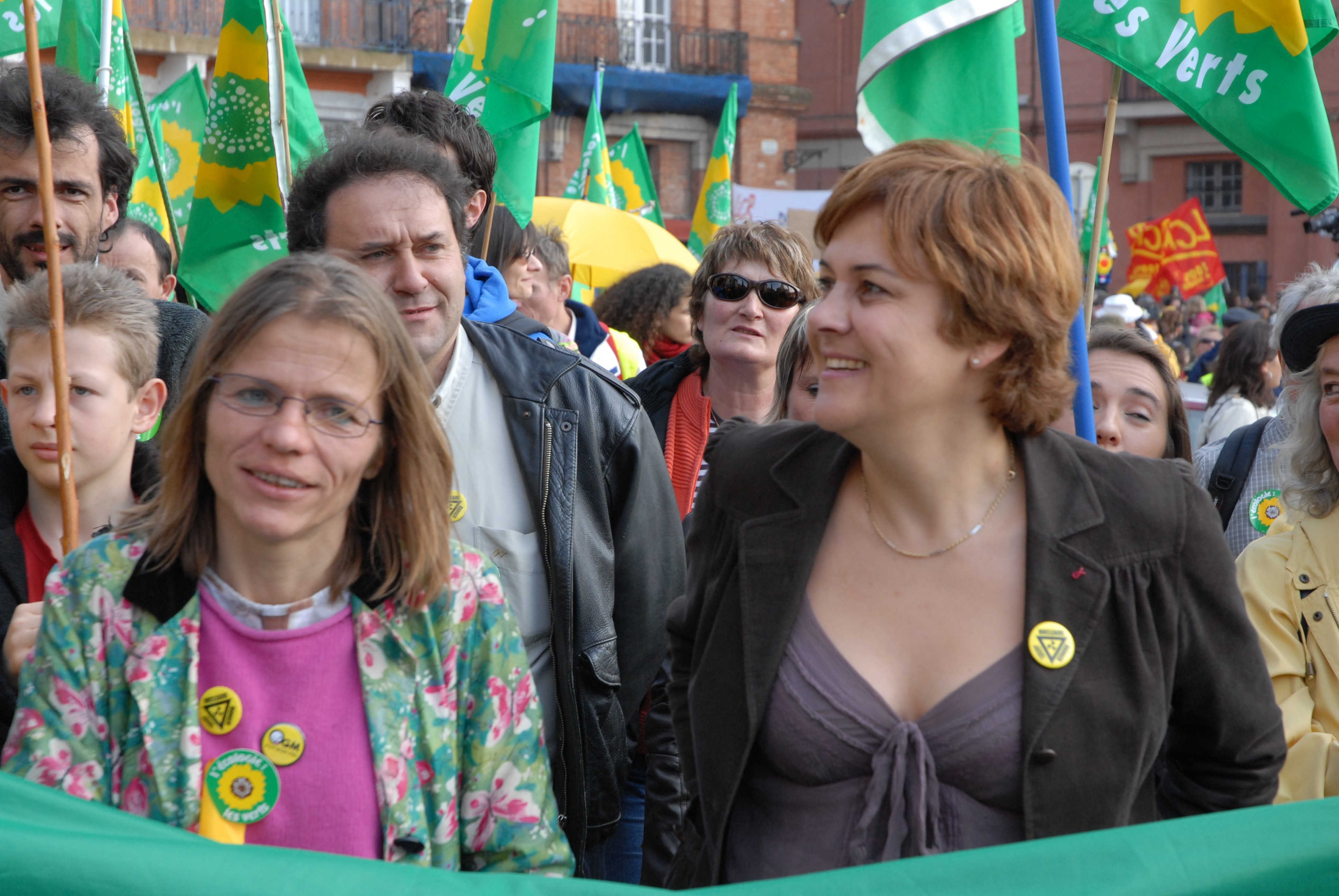
Dominique Voynetová na demonstraci Zelených (2007)

V roce 1981 vznikla politická strana Zelení - Ekologická konfederace, o rok později pak Zelení - Ekologická strana (jednalo se o dvě rozdílné strany). Ke vzniku jednotné strany došlo 25. ledna 1984, členská základna čítala okolo 1 100 lidí. Mimo Zelené ovšem existovaly i další konkurenční strany obdobné orientace, především Ekologická radikální dohoda (fr. Entente radicale écologiste; angažoval se v ní mj. i Lalonde). Negativní důsledky roztříštěnosti environmentalistů se projevily ve volbách do Evropského parlamentu, kdy Zelení získali 3,4 % hlasů a ERE 3,3 % hlasů. Ve volbách do Národního shromáždění 1986 nebyli ekologisté příliš úspěšní, zisk hlasů se pohyboval pouze těsně nad 1 %. V roce 1988 se o prezidentský post jako kandidát LV pokoušel Antoine Waechter, který v prvním kole získal 1,14 milionu hlasů (3,8 %). Mimořádné volby do Národního shromáždění ve stejném roce strana bojkotovala. Významného úspěchu dosáhli zelení v roce 1989: s 10,59 % hlasů vyslali 9 svých zástupců do Evropského parlamentu.
I přes značný úspěch však stále nebylo environmentalistické hnutí ve Francii jednotné: v roce 1990 založil Brice Lalonde konkurenční stranu Ekologická generace (Génération écologie; původně napojenou na Socialistickou stranu, později inklinující k pravici), navíc ve straně samotné probíhal boj o budoucí směřování na politickém spektru (viz níže). Dočasná spolupráce nastala v roce 1993, kdy LV a GE podepsali pro parlamentní volby dohodu (1 volební obvod = 1 ekologický kandidát). Pro neúspěch (žádný mandát) se strana rozhodla pro přimknutí se k levici. V roce 1994 ztratili zelení své zástupce na evropské úrovni, kandidátka Ekologická unie pro Evropu obdržela jen 2,9 % hlasů.
V prezidentských volbách 1995 kandidovala Dominique Voynetová s podporou rozličných levicových skupin, získala těsně nad 1 milion hlasů (3,32 %). V roce 1997 vstoupili zelení na půdu Národního shromáždění. Díky podpoře socialistů ve 2. kole získali 6 poslaneckých mandátů (6,8 % hlasů v prvním kole, tj. až 2/3 "ekohlasů"). Zelení se také poprvé stali součástí vlády: v levicové Jospinově vládě zastávala Voynetová post ministryně životního prostředí (některé její kroky vyvolaly vlny nevole mezi lovci a myslivci). V roce 1999 vedl zelenou kandidátku do voleb do Evropského parlamentu Daniel Cohn-Bendit, někdejší studentský vůdce z května 1968. Zelení získali 9,7 % a 9 mandátů. Na začátku třetího tisíciletí se aktivisté strany zapojili do antiglobalizačního hnutí na demonstracích v Praze a v Nice.
V roce 2002 strana neuspěla ani v parlamentních volbách (3 mandáty, odchod do opozice), ani v prezidentských volbách (Noël Mamère obdržel 5,25 % hlasů). V roce 2004 pak víceméně obhájila své pozice na evropské úrovni: 7,4 % hlasů znamenalo 6 zelených europoslanců.
V prezidentských volbách 2007 se kandidátkou zelených stala opět Dominique Voynetová, získala ale pouze půl milionu hlasů (1,5 %). V následující legislativních volbách obdrželi zelení 800 tisíc hlasů v prvním kole, celkově získali 4 poslance. Ti se zapojili do parlamentního klubu Demokratické a republikánské levice (Gauche démocrate et républicaine; tvořený dále komunisty a jinými zástupci radikální levice).
Velkého úspěchu dosáhli Zelení ve volbách do Evropského parlamentu 2009: koalice Evropa Ekologie, utvořená se zástupci regionalistů i nezávislými osobnostmi, obdržela 2 802 950 hlasů (16,28 %) a 14 mandátů ze 72 přidělených Francii.
Zelení jsou součástí levicového bloku okolo Socialistické strany. Vedle nich ještě existují další strany environemntalistické orientace, které se od LV odlišují buď radikálnějšími ekologickými postoji nebo nesouhlasem s příklonem k levici. Jedná se především o Lalondovu pravicovou Ekologickou generaci (Génération écologie, GE), hlubinně ekologické Nezávislé ekologické hnutí (Mouvement écologiste indépendant, MEI) založené bývalým vysokým funkcionářem zelených Waechterem, nebo stranu Alternativy (Les Alternatifs), sdružující stoupence samosprávného socialismu a spolupracující s mládežnickou sekcí LV.

## Členové a voliči
Při založení měla strana okolo 1 100 členů, roku 1989 čítala členská základna okolo 4 300 členů (z toho jedna třetina byla mladší 30 let a věk 47 % členů se pohyboval mezi 31 a 45 lety). Do roku 1997 vzrostl počet členů na 6 500, roku 2001 pak na 9 500.
Ke konci 80. let zdůrazňovali tři priority: autonomie, solidarita a ekologie. Zelení kritizovali "růstovou ekonomii", vývoz zbraní a rozvoj nukleárních elektráren. Stavěli se proti nacionalismu, v němž spatřovali důvod válek, prosazovali přechod k postmateriální společnosti a "ekomanagmentu". Otázka vlastnictví nebyla považována za důležitou.
Voliči LV pracovali většinou v resortu vzdělávání nebo vědy (v roce 1990: 35 % učitelé, 12 % zdravotní a sociální pracovníci, pouze 3 % dělníci). Z politických proudů se 37 % členů hlásilo k různým proudům levice, 19 % sympatizovalo s regionalisty, 17 % si přálo spolupráci s PSU (strana prosazující samosprávný socialismus), 21 % se nehlásilo k žádnému proudu a jen 3 % k pravici. Zelení také značně přitahovali dřívější nevoliče.
Na začátku 90. let vyvrcholil spor o směřování strany: ortodoxně ekologickou frakci reprezentoval Antoine Waechter, levici reprezentoval Yves Cochet. Voynetová (a její platforma Zelení a pluralita) reprezentovala střed. Po příklonu k Socialistické straně v roce 1993 Waechter stranu opustil.
V programu pro prezidentskou kandidaturu v roce 1995 zdůrazňovala Voynetová potřebu poměrného volebního systému, referenda, volební právo pro přistěhovalce, dekriminalizace lehkých drog atd. Po vstupu do vlády zelení prosazovali zkrácení pracovního týdne nebo garanci rovnosti mužů a žen v ústavě. V roce 2001 schvalovalo 80 % členů účast ve vládě, 69 % se hlásilo k levici nebo k radikální levici, 8 % odmítalo dělení na levici a pravici.
Mládežnická odnož strany, organizace Mladí zelení (Jeunes Verts), je aktivní především ve velkých městech.

## Volební výsledky

### Výsledky v legislativních volbách
- 1986: 1. kolo: 1,2 %
- 1988: 1. kolo: 0,4 %
- 1993: 1. kolo: 7,6 %
- 1997: 1. kolo: 3,6 %, celkem 7 mandátů
- 2002: 1. kolo: 4,5 %, celkem 3 mandáty
- 2007: 1. kolo: 3,25 %, celkem 4 mandáty

### Výsledky v prezidentských volbách
- 1988 - Antoine Waechter - 1. kolo: 3,78 %
- 1995 - Dominique Voynet - 1. kolo: 3,32 %
- 2002 - Noël Mamère - 1. kolo: 5,25 %

### Výsledky ve volbách do Evropského parlamentu
- 2004: 7,4 % (6 mandátů)
- 2009: 16,28 % (8 mandátů)